# Əliabad (Zaqatala)
Əliabad è un comune dell'Azerbaigian situato nel distretto di Zaqatala. Conta una popolazione di 10 700 abitanti.